# Nisseviken (vik)

Nisseviken (förr kallad Graunvik) är en långgrund havsvik i Östersjön invid sydvästra Gotland mellan uddarna Grundården och Snabben.
I Nissevikens norra del rinner Nisseån ut, efter att ha passerat byn Nisse några hundra meter norr om viken.
Viken har ett rikt fågelliv. Till exempel vid sjön Däppen, strax söder om stugområdet, syns och hörs ofta tranor.
Vid Nisseviken ligger fiskeläget Nisseviken, förr kallat Marbodar.